# Daniel Smith
Daniel Wayne Smith, född 22 januari 1986 i Mexia i Texas, död 10 september 2006 i Nassau på Bahamas, var son till playboymodellen Anna Nicole Smith.
Han gjorde två filmroller och deltog även i sin mors dokusåpashow The Anna Nicole Smith Show (2002).
2006 avled Daniel Smith under ett besök på det sjukhus i Bahamas där hans mor fött hans halvsyster Dannielynn tre dagar tidigare. Hans död omgärdades först med många oklarheter och spekulationer, men en läkare konstaterade efter en utredning att han avlidit av en blandning av metadon och antidepressiva medel som orsakat hjärtrubbningar.

## Filmografi
- 1997 - Skyscraper
- 1995 - Farligt förspel